# Wappen von Tarnowskie Góry
Das Wappen der Stadt Tarnowskie Góry (deutsch: Tarnowitz) geht bis ins 16. Jahrhundert zurück und besteht aus drei Feldern.

## Beschreibung
Am 25. Juli 1562 verlieh Georg Friedrich I. der Stadt das bis heute verwendete Wappen mit drei Feldern. Heraldisch rechts zeigt es den halben Hohenzollerschen preußischen Adler auf silbernem Grund. Heraldisch links befindet sich ein goldener Flügel auf schwarzem Grund, der auf den oberschlesischen Adler hinweist. Das Helmkleinod ist ein goldener Flügel mit silbernem Schlägel und Eisen als Symbole für den Bergbau.
1954 wurde es durch ein Wappen mit Flügel und Schlägel und Eisen ersetzt. Der Flügel befand sich auf blauem Grund, die Bergbausymbole auf grünem Grund. 1990 wurde der grüne Grund durch einen roten Grund ersetzt. 2002 wurde das Wappen von 1562 wiederhergestellt.

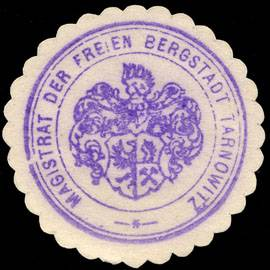
Siegelmarke des Magistrats (vor 1922)
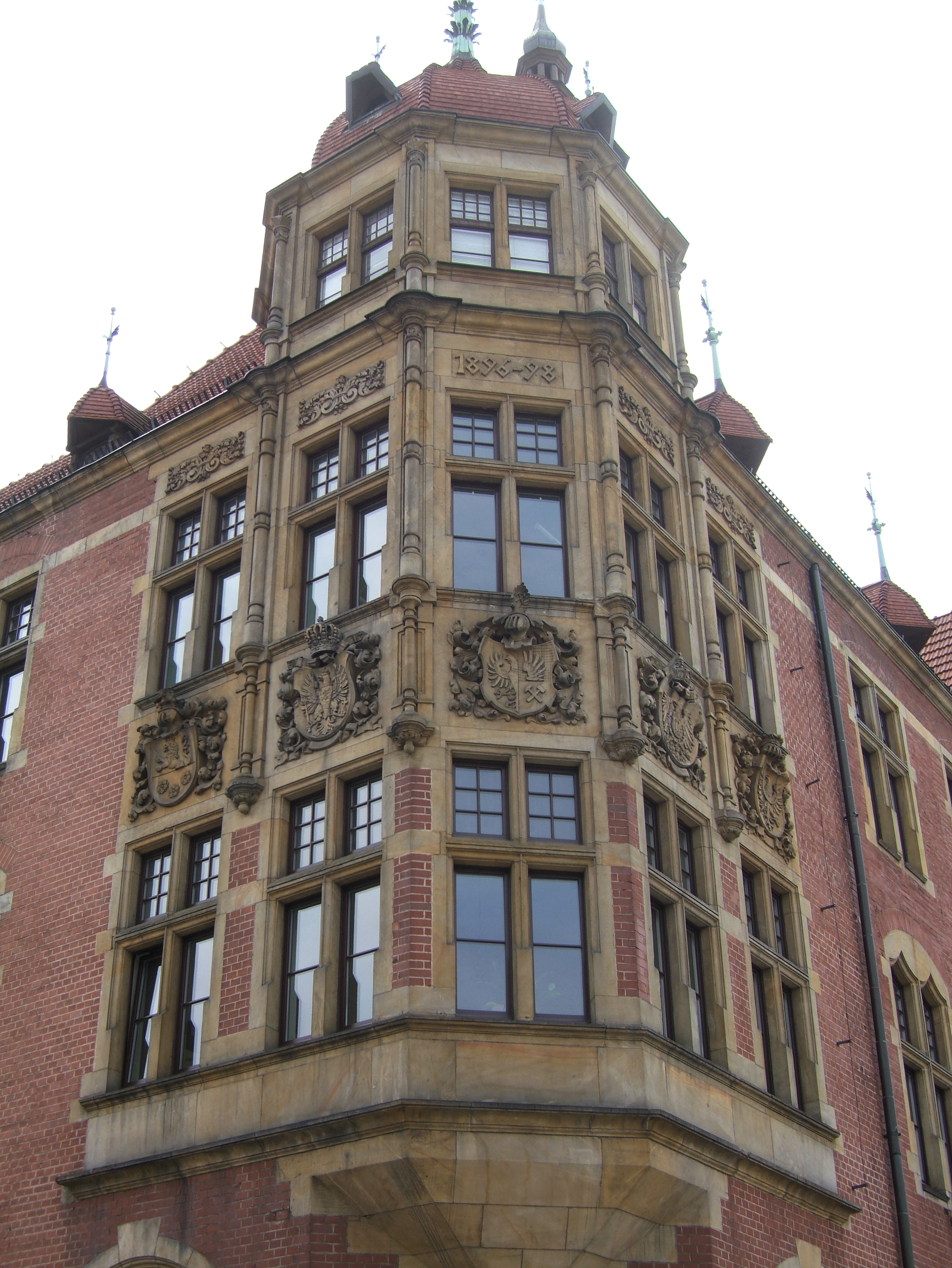
Das Stadtwappen am Rathaus
Heutige Stadtflagge

## Stadtteilwappen
- Nowe Repty (Neu Repten): Hammer und Dreschflegel[1]
- Opatowice (Opattowitz): Spaten und Hacke.[2]
- Piaseczna (Piassetzna): Goldener Amboss auf blauem Grund.[3]
- Pniowiec (Pniowitz): Axt in einem Baumstamm.[4]
- Stare Repty (Alt Repten): Ein Abt des Prämonstratenserordens[5]
- Stare Tarnowice (Alt Tarnowitz): Sense, Axt und Dreschflegel.[6]
- Strzybnica (Friedrichshütte): Ein Kamin aus dem rote Flammen schlagen.[7]

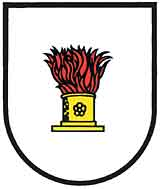
Strzybnica